# Cratere Carlini
Carlini è un cratere lunare di 10,66 km situato nella parte nord-occidentale della faccia visibile della Luna, situato nel Mare Imbrium a nord del Dorsum Zirkel e del Mons La Hire.
Il cratere, a forma di tazza e con un limitato pianoro interno, ha un'albedo maggiore del mare circostante, rendendo la sua distanza da alti impatti ancora più evidente. 
Il cratere è dedicato all'astronomo italiano Francesco Carlini.

## Crateri correlati
Alcuni crateri minori situati in prossimità di Carlini sono convenzionalmente identificati, sulle mappe lunari, attraverso una lettera associata al nome.
| Carlini | Coordinate            | Diametro (in km) |
| ------- | --------------------- | ---------------- |
| A       | 35°21′36″N 26°38′24″W | 6,61             |
| C       | 35°06′00″N 22°53′24″W | 3,54             |
| D       | 32°58′48″N 16°01′48″W | 8,95             |
| E       | 31°35′24″N 20°30′00″W | 1,28             |
| G       | 32°37′48″N 25°03′36″W | 3,81             |
| H       | 32°25′48″N 24°28′12″W | 3,61             |
| K       | 31°04′48″N 23°43′12″W | 3,46             |
| L       | 31°18′36″N 24°49′48″W | 2,95             |
| S       | 37°54′36″N 27°14′24″W | 4,11             |

Il cratere Carlini B è stato ridenominato dall'Unione Astronomica Internazionale McDonald nel 1973.